# 亞臨床感染
亞臨床感染（英文：Subclinical infection）是醫學裡診斷的一個名詞，是指人或動物感染了某疾病病原体但是還未表現出此病的病徵（即无症状），或仅表现出部分症状。 例如甲狀腺機能低下症，通常驗血會有正常的白血球指數，但是異常擴大的甲狀腺會分泌過多的甲狀腺賀爾蒙。